# Sing (película)
Sing (conocida como ¡Canta! en España y Sing: ¡Ven y canta! en Hispanoamérica) es una película de animación por computadora del año 2016 producida por Illumination (en ese entonces Illumination Entertainment) y distribuida por Universal Pictures. Fue dirigida y escrita por Garth Jennings y codirigida por Christophe Lourdelet, y protagoniza las voces de Matthew McConaughey, Reese Witherspoon, Seth MacFarlane, Scarlett Johansson, John C. Reilly, Taron Egerton, Tori Kelly, Nick Kroll, Garth Jennings y Nick Offerman. La trama involucra a un grupo de animales antropomórficos que entran en una competencia de canto, organizada por un koala con la esperanza de salvar su teatro.
La película incluye más de 60 canciones de artistas famosos, y también tiene una canción original de Stevie Wonder y Ariana Grande llamada "Faith", que fue nominada para un Globo de Oro. 
Fue estrenada el 21 de diciembre de 2016, recibió críticas positivas por parte de los críticos y ha recaudado $634 millones en todo el mundo. Junto con The Secret Life of Pets, fue la primera vez que Illumination lanzó dos largometrajes en el mismo año.
La película cuenta con una secuela estrenada en 2021 llamada Sing 2.

## Sinopsis
En un mundo de animales antropomórficos un koala llamado Buster Moon busca recuperar la gloria perdida de su teatro. Para conseguirlo convoca a un concurso de canto en el que se dará $100.000 al ganador. Siendo así acuden animales motivados por el dinero, la fama y la gran oportunidad de demostrar su talento.

## Argumento
En una ciudad de animales antropomórficos llamada Calatonia, el propietario del Teatro Moon, el koala Buster Moon (voz de Matthew McConaughey), organiza un concurso de canto para promover su teatro en dificultades, luego de los problemas financieros planteados por la representante del banco, la llama Judith. Un percance que involucra el ojo de vidrio de la asistente de Buster, la iguana anciana Miss Crawly (Sra. Crawley en Hispanoamérica) (voz de Garth Jennings), aplica dos ceros adicionales al dinero del premio, y los folletos mal impresos son arrojados por la ventana a la calle.
Animales de toda la ciudad se reúnen para las audiciones. Los seleccionados incluyen: la cerdita ama de casa y madre de 25 lechones, Rosita (voz de Reese Witherspoon); la puercoespín fanática del Punk Rock, Ash (voz de Scarlett Johansson); el gorila Johnny (voz de Taron Egerton), hijo del mafioso Big Daddy; el ratón y músico callejero, Mike (voz de Seth MacFarlane); un trío de ranas bailarinas y el camello Pete. La elefanta adolescente Meena (voz de Tori Kelly) falla su audición por su miedo escénico, el malhumorado novio de Ash, Lance, es despedido del concurso y Rosita se combina con un cerdo exuberante llamado Gunter (voz de Nick Kroll) para una rutina de baile. Buster descubre que los folletos anuncian un premio de $100.000, dinero que no tiene, pero se mantiene optimista. Organiza una visita con la severa abuela de su amigo Eddie Noodleman (voz de John C. Reilly), la excantante de opera y actriz de teatro Nana Noodleman, quien duda en patrocinar el premio, pero acepta asistir a una presentación privada del espectáculo.
Presionada por su abuelo, Meena intenta pedirle a Buster otra oportunidad de presentarse, pero se convierte en su mano de escenario. Cuando el trío de ranas se separa y renuncia, y Pete se lesiona, Meena se agrega como acto (a pesar de que Buster no la escuchó cantar). Rosita se tambalea en su rutina de baile con Gunter, distraída por sus deberes de crianza que han caído en desorden. Después de descubrir que Lance rompió con ella para estar con su nueva novia, diciéndole que ya nunca estará cerca, y desalojándolo de su departamento, Ash se rompe mientras canta su canción asignada, "Call Me Maybe" de Carly Rae Jepsen. Johnny está dividido entre ensayos y tener que ayudar a su padre como conductor de un automóvil de fuga en un atraco. Intentando hacer ambas cosas, no puede recoger a los ladrones a tiempo debido al tráfico, y su padre y su pandilla son arrestados. Meena no recibe ayuda para superar su miedo escénico, y Mike, seguro de que el dinero del premio es tan bueno como el suyo, compra un automóvil elegante de marca Ferrari para impresionar a una ratona y estafa a un trío de osos en un juego de cartas.
El día de la vista previa, los osos interrumpen el espectáculo, exigiendo el dinero de Mike, quien señala a Buster. Los osos abren el cofre del premio, pero no encuentran los $100.000. El tanque de vidrio de calamares luminiscentes que ilumina el escenario se rompe e inunda el teatro, que se derrumba. Judith recupera el lote, y Buster que estaba viviendo en su escritorio en el teatro, se instala con Eddie en la casa de la piscina de sus padres. Los concursantes (a excepción de Mike) y su asistente intentan animarlo, pero Buster está demasiado abatido para escuchar. Intenta comenzar de nuevo abriendo un autolavado.
Cuando Meena va a los escombros del teatro y canta "Hallelujah" de Leonard Cohen, Buster la escucha y se inspira para restablecer el espectáculo sin el dinero del premio, actuando en un escenario improvisado en el estacionamiento para las familias de Rosita y Meena, Rosita y Gunter interpretan "Shake it Off" de Taylor Swift, que finalmente incita al esposo de Rosita, Norman (voz de Nick Offerman), a prestar atención a su talento para el canto. Más animales se sienten atraídos por la escena a medida que el programa se transmite en las noticias. La interpretación de Johnny de "I'm Still Standing" de Elton John impresiona a su padre, quien escapa de la cárcel para reconciliarse con él. A pesar de la interrupción de Judith, Ash canta su canción de rock original "Set It All Free", que su exnovio ve en la televisión y finalmente reconoce el talento de Ash. Mike regresa al programa y canta "My Way" de Frank Sinatra, y Meena finalmente supera su miedo escénico y canta "Don't You Worry 'bout a Thing" de Stevie Wonder, que literalmente derriba mitad del escenario.
El espectáculo es un éxito e impresiona a Nana, que estaba en la audiencia. Ella compra el lote y el teatro es reconstruido y reabierto.
Durante los créditos, se muestra a los calamares del teatro cantando "Faith" de Stevie Wonder y Ariana Grande.

## Reparto

### Personajes principales
- Matthew McConaughey como Buster Moon, un koala empresario muy optimista que maneja el teatro.[7][8][9]
- Reese Witherspoon como Rosita, una cerdita madre de 25 lechones y esposa de Norman.[9]
- Seth MacFarlane como Mike, un ratón que habla suave (con acento argentino en el doblaje hispanoamericano) y que canta My Way (muy "a lo Sinatra"), muy fanfarrón y ambicioso.
- Scarlett Johansson como Ash, una puercoespín que trata de iniciar su propia carrera después de haber sido expulsada de su banda de punk rock y haber roto con su novio.[9]
- John C. Reilly como Eddie Noodleman, una oveja, el mejor amigo de Buster.[10][9]
- Taron Egerton como Johnny, un joven gorila que es el hijo de un famoso y poderoso jefe criminal, que trata de escapar de los pasos criminales de su familia.[9]
- Tori Kelly como Meena, una elefanta adolescente tímida con una exquisita voz y severo miedo escénico.[9]
- Nick Kroll como Gunter, un cerdo con acento alemán y el compañero de baile de Rosita.[11]
- Garth Jennings como la Sra. Crawley, una iguana anciana que es asistente de Buster y le da clases de piano a Johnny.
- Nick Offerman como Norman, el adicto al trabajo y ocupado esposo de Rosita.

### Personajes secundarios
- Jennifer Saunders[11] como Nana Noodleman, la millonaria y severa abuela de Eddie, famosa cantante en sus días de gloria. 
  - Jennifer Hudson[11] como una Nana joven.
- Peter Serafinowicz[11] como Big Frank, antagonista secundario de la película, el padre de Johnny y jefe de una banda de ladrones, a la cual espera que su hijo pertenezca. Durante la actuación de su hijo se da cuenta de sus errores y se escapa de la cárcel para disculparse y decirle que está orgulloso de él.[11]
- Leslie Jones[11] como la madre de Meena.
- Jay Pharoah[11] como el abuelo de Meena.
- Laraine Newman[11] como la abuela de Meena.
- Beck Bennett[11] como Lance, el puercoespín y ensimismado exnovio de Ash que la engaña y sale con otra puercoespín.
- Tara Strong[11] como Becky, una puercoespín nueva novia de Lance.
- Rhea Perlman[11] como Judith, dueña de un banco que amenaza a Buster con liquidar sus deudas.
- Ayden Soria, Julianna Gamiz, Caspar Jennings, Asa Jennings, Leo Jennings, Oscar Jennings y Jack Stanton[11] como cerditos, hijos de Rosita y Norman.
- Jim Cummings[11] como osos, antagonistas principales de la película.
- Usher[11] como Richard.

## Producción
En julio de 2003, se anunció que Garth Jennings escribiría y dirigiría una película de comedia animada para Universal Pictures e Illumination, sobre "coraje, competencia y algo de música", que originalmente fue titulado Lunch, luego fue retitulado como Sing.
El 14 de enero de 2015, Matthew McConaughey fue puesto en el papel de la voz principal de la película. Chris Meledandri y Janet Healy produjeron la película. El 17 de junio del mismo año, se confirmó que el personaje de McConaughey se llama Buster Moon y que John C. Reilly interpretaría a Eddie Noodleman, una oveja y el mejor amigo de Buster. En noviembre, se anunció que Reese Witherspoon, Seth MacFarlane, Scarlett Johansson, Taron Egerton, Tori Kelly, Nick Kroll, Garth Jennings y Nick Offerman se habían unido al reparto de la película.
La película cuenta con 65 canciones pop, cuyos derechos cuestan el 15 por ciento del presupuesto de 75 millones de dólares de la película. La animación fue creada enteramente en Francia por Illumination MacGuff.

## Recepción

### Crítica
En el sitio Rotten Tomatoes, la película tiene un índice de aprobación del 73%, basado en 153 revisiones, con una calificación promedio de 6.5 / 10. El consenso crítico del sitio dice: "Sing ofrece entretenimiento animado y entretenido alegremente con un sólido elenco de voz y una historia de corazón cálido, aunque familiar, que cumple con su título".[cita requerida] En Metacritic, la película tiene un promedio ponderado, Las audiencias encuestadas por CinemaScore dieron a la película una calificación promedio de "A" en una escala de A + a F. En su crítica para Los Angeles Times, Katie Walsh llamó a Sing "una película linda con momentos realmente divertidos y algunas buenas canciones para arrancar" Bill Goodykoontz de la República de Arizona estaba bastante mezclado con la película en su crítica y en general dijo: " Sing es como un álbum con una buena canción aquí y allá, pero demasiado lleno y no suficientes éxitos" Revisando la versión de la película proyectada en el Festival Internacional de Cine de Toronto, Stefan Pape de la página británica HeyUGuys dio a la película una revisión mixta de 2/5, afirmando que "Sing reconoce efectivamente desde el principio que sigue una fórmula completamente no original, y sin embargo, sigue de todos modos". Mientras Peter Debruge de Var Quien también vio la película durante el mismo festival, no encontró las subtramas para tener ninguna "lección de vida profunda", en general elogió la dirección de Jennings y las interpretaciones de voz del reparto.

### Taquilla
La película recaudó  $35,258,145 en su primera semana en los Estados Unidos y exhibida en 4,022 teatros recaudando un total de $634,400,000 mundialmente.

## Estreno
Universal Pictures programó la película para ser estrenada el 21 de diciembre de 2016. recaudando en su primera semana 59 millones de dólares en todo el mundo.

## Banda sonora
La banda sonora incluye canciones clásicas realizadas por reparto principal de la película, así como la canción "Faith", que fue escrito específicamente para la película e interpretada por Stevie Wonder y Ariana Grande, entre las canciones de artistas famosos tenemos: 
- Golden Slumbers - The Beatles
- Gimme Some Lovin' - The Spencer Davis Group
- The Way I feel Inside- The Zombies
- Firework - Katy Perry
- I Don't Wanna
- Happy Birthday - Tadicional
- Take Five - The Dave Brubeck Quartet
- Baker street - Gerry Rafferty
- The four season (Spring)-Allegro - Antonio Vivaldi
- Crazy in love - Beyoncé
- Bad Romance - Lady Gaga
- Jump - Van Halen
- Kiss From a Rose - Seal
- Kira Kira Killer - Kyary Pamyu Pamyu
- I Love My Shirt
- Butterfly - Crazy Town
- Stout-hearted men - Shooby Taylor
- Anaconda - Nicki Minaj
- Lollipop - Chordettes
- The Humpty Dance - Digital Underground
- 9 to 5 - Beaver
- The Safety Dance - Men Without Hats
- The kethup song (Aserejé) - Las Ketchup
- Ride Like the Wind - Christopher Cross
- Ben - Michael Jackson
- Stay With Me - Sam Smith
- Chandelier - Sia
- Pennies from heaven - Frank Sinatra
- Garota de Ipanema - Stan Getz & João Gilberto,
- Strange Loop
- Ninja Re Bang Bang - Kyary Pamyu Pamyu
- The song of the violence - Cassius
- Canon in D - Pachelbel
- Star crawl - Crystal Stilts
- Million Bucks - Maino & Swizz Beatz
- Go! Team Go! - Tradicional
- Hold on, we're going home - Drake
- Childhood memories - Once open a time in America
- The Wind
- Sucker Punch
- Let's Face the Music And Dance - Willie Nelson
- Con Amor Muore... Tu, Tu? Piccolo Iddio - Puccini's Madama Butterfly
- Venus - Shoking Blue
- Koi Koi Koi - Kyary Pamyu Pamyu
- Call Me Maybe - Carly Rae Jepsen
- Pon The Floor - Major Lazer
- Gianni Schicchi o mio babbino caro - Maria Callas
- Set It All Free - Scarlett Johansson
- Shake It Off - Taylor Swift
- All of me - John Legend
- True colors - Cyndi Lauper
- I'm Still Standing - Elton John
- Around the world (rumba) - Señor Coconut And His Orchestra
- Bamboleo - Gypsy Kings
- Flashing lights - Kanye West
- Carry that weight -The Beatles
- Nessun Dormai (Turandot, Act 3) - Luciano Pavarotti
- Wake me up before you go-go - Wham!
- Under Pressure - Queen con David Bowie
- Hallelujah - Tori Kelly
- My Way - Paul Anka
- Don't you worry 'bout a thing - Tori Kelly
- Without You - David Guetta &. Usher

## Premios y nominaciones
| Premio                       | Categoría              | Receptores     | Resultado | Ref(s) |
| ---------------------------- | ---------------------- | -------------- | --------- | ------ |
| Premios Globo de Oro de 2017 | Mejor película animada | Garth Jennings | Nominado  | [ 13 ] |